# Satō Kei

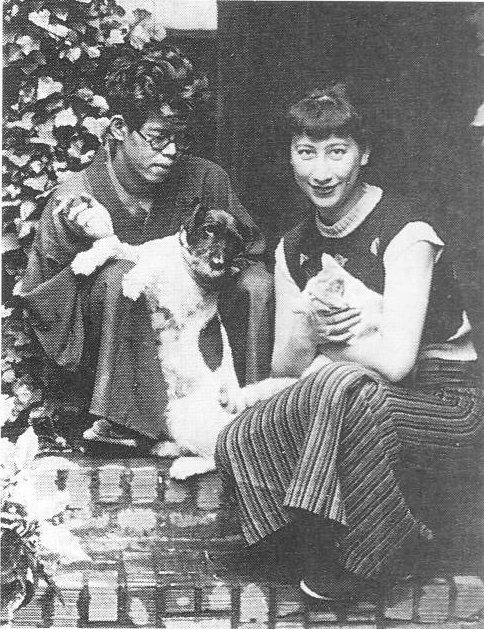
Satō mit seiner Frau Yoshiko

Satō Kei (japanisch 佐藤 敬; * 28. Oktober 1906 im Kreis Ōita (heute Stadt Ōita), Ōita; † 8. Mai 1978 in Beppu) war ein japanischer Maler der Yōga-Richtung während der Shōwa-Zeit. Er war verheiratet mit der Opernsängerin und Carmen-Interpretin Satō Yoshiko.

## Leben und Werk
Satō Kei wurde in Ōita geboren, wo er die Mittelschule der Präfektur Ōita (heute Ōita Prefectural Ueno-ga-oka Senior High School) besuchte. Während seiner Schulzeit entschloss er sich unter dem Einfluss seines Zeichenlehrers  Yamashita Tetsunosuke, Maler zu werden. Ab 1926 besuchte er die Abteilung für Westliche Malerei der Tōkyō bijutsu gakkō (東京美術学校). 1929 wurde sein Bild „若き男の像“ (Wakaki otoko no zō: Porträt eines jungen Mannes) für die Teiten-Ausstellung in diesem Jahr ausgewählt.
1931 machte Satō seinen Abschluss an der Kunsthochschule in Abwesenheit: er war im Herbst ein Jahr zuvor nach Frankreich gegangen, wo er sich bis 1934 aufhielt. Während dieser Zeit zeigte er seine Bilder sowohl im Salon d’Automne in Paris als auch auf der Teiten, auf der er 1932 einen Preis für das Gemälde „ル クルン“ (Ru kurun, Le clown) erhielt. 1936 beteiligte er sich mit Inokuma Gen’ichirō, Koiso Ryōhei, Wakita Kazu und anderen an der Gründung der „新制作協会“ (Shinseisaku-kōkai, Neue kreative Vereinigung), wobei er sich von den staatlich organisierten Ausstellungen trennte. Von dieser Zeit an stellte er als Mitglied der Vereinigung vor allem dort aus.
1941 bereiste Satō im Rahmen des Armee-Pressecorps Zentralchina, wurde dann aber 1942 auf Wunsch der Marine in die Philippinen gesandt und fertigte dort Zeichnungen an, die das Kriegsgeschehen dokumentieren. Nach Ende des Pazifikkriegs kehrte er zu seinem zeitgenössisch-modernen Stil der Vorkriegszeit zurück. 1952 ging er wieder nach Paris und blieb in Frankreich. 1956 waren Werke von ihm im Salon de Mai zu sehen, 1959 hatte er eine Einzelausstellung in der Galerie Jacques Massol in Paris.
Satōs Stil entwickelte sich im Laufe der Zeit in Richtung Abstraktion. Auf der 13. Biennale di Venezia 1960 zeigte er Arbeiten wie „凝結土“ (Gyōketsudo, Gefrorene Erde; 1958), „睡眠化“ (Suiminka, Schlaf; 1959) und „風化“ (Fūka, Wetter; 1960). Als er 1978 Japan besuchte, um seine alternde Mutter zu sehen, starb er plötzlich an einem Herzinfarkt. Er wurde auf dem Familiengrab in Beppu beerdigt.